# World Athletics Label Road Races
Les courses sur route à labels de la WA (en anglais : World Athletics Label Road Races) sont des compétitions d'athlétisme régies par la World Athletics (anciennement IAAF jusqu'en 2019). Le circuit regroupe les meilleures compétitions mondiales hors-stade dans des épreuves divisées selon trois catégories : marathon, semi-marathon et "autres". Cette dernière catégorie regroupe des distances traditionnelles de courses sur route allant de 5 à 20 kilomètres,, sur lesquelles des records du monde de World Athletics peuvent être établis.
Cette classification a été introduite pour la première fois lors de la saison de course de 2008, sur la suggestion de la Commission de la course sur route de l'IAAF. Les Labels sont considérés comme une récompense prestigieuse par les organisateurs de courses et comprennent les six World Marathon Majors.
Les épreuves sont réparties en plusieurs niveaux de Labels. Lors de la première année, seuls les Labels Or et Argent ont été décernés, et 49 courses ont été reconnues. Un troisième niveau a été introduit en 2010, appelé le Label Bronze.

Les anciens logos de l'IAAF Road Race Label

En octobre 2018, l'IAAF a annoncé l'introduction du Label Platine pour la saison 2020. Pour 2021, le Label Platine a été renommé Label Élite Platine, le Label Or a été renommé Label Élite, et les Labels Argent et Bronze ont été fusionnés en Label Races. En 2023 le Label Élite Platine redevient le Label Platine et le Label Or réapparaît, devenant un échelon intermédiaire entre les Labels Élite et Platine. Au total le nombre de courses labélisées en 2023 était de 254 dont 15 Label Platine, 39 Label Or, 65 Label Élite et 135 Label Race.
Le calendrier et les résultats des courses labelisées pour l'année en cours est disponible sur le site de World Athetics.

## Critères d'obtention du Label
Les Labels sont évalués et décernés chaque année. Les organisateurs de courses doivent postuler auprès de World Athletics pour obtenir une reconnaissance et démontrer que leur course peut répondre à un certain nombre de critères, qui varient selon les différents niveaux. En voici quelques-uns, selon le règlement en vigueur pour 2023 : 
Critères communs à tous les Labels :
- La course doit avoir eu lieu pendant au moins 2 années consécutives avant 2023 (les annulations dues au Covid entre 2020 et 2022 ne seront pas considérées comme une interruption de continuité). Des exemptions à cette exigence peuvent être accordées à la seule discrétion de World Athletics en cas de courses d'une grande importance sportive (Label Élite ou supérieur), à condition que World Athletics soit satisfait du bilan de l'organisateur de la course.
- La récompense monétaire offerte aux compétiteurs, y compris les bonus pour les temps réalisés, doit être équitable pour tous les compétiteurs, indépendamment de leur nationalité ou de leur genre. Cependant, les courses peuvent offrir des prix incitatifs spécifiques aux nationaux du pays hôte pour encourager la participation nationale et le développement.
- Les courses doivent être organisées conformément aux Règles de compétition et Règles techniques de World Athletics.
- Les courses doivent fournir un chronométrage entièrement électronique par transpondeurs à tous les participants à l'arrivée.
- Les parcours de course doivent détenir un certificat de mesure international World Athletics/AIMS valide au moins pendant toute la journée de la course. Pour les courses Label Or et Platine, il est recommandé que le parcours soit "pré-vérifié" (c'est-à-dire mesuré à l'avance par deux mesureurs accrédités World Athletics/AIMS, dont l'un des mesureurs accrédités doit être de "Grade A") afin de garantir la précision de la mesure et d'accélérer la ratification en cas de records du monde.
- L'intégralité du parcours doit être fermée à la circulation des véhicules, à l'exception des véhicules officiels, pendant toute la durée de l'événement jusqu'à l'heure de clôture publiée. En cas de routes à deux voies, seule la voie sur laquelle les participants vont courir doit être fermée à la circulation des véhicules. Dans la mesure du possible, pour des raisons de sécurité, toutes les voies devraient être fermées à la circulation des véhicules. La présence de la police et/ou de contrôleurs de la circulation est obligatoire à toutes les intersections.
- Il doit y avoir un véhicule d'ouverture précédant les premiers coureurs pour guider les coureurs tout au long du parcours, et autant que possible, cela devrait également inclure une horloge indiquant le temps écoulé depuis le début de la course.
- Pendant la compétition des tests de dépistage de dopage doivent être effectué, avec un nombre minimal de 12 tests pour le Label Platine, 10 pour le Label Or, 8 pour le Label Élite et 4 pour le Label Race (à chaque fois répartis équitablement entre hommes et femmes). Pour chaque Label la moitié des tests doivent inclure une analyse à l'EPO.
- Chaque organisateur de course est tenu de verser des "frais de Label" afin de contribuer au financement du programme antidopage dédié aux courses. Les frais de Label pour 2023 sont les suivants :

| Frais de Label 2023 | Label Race | Label Élite | Label Or | Label Platine |
| ------------------- | ---------- | ----------- | -------- | ------------- |
| Marathons           | $2,500     | $9,000      | $20,000  | $50,000       |
| Autres distances    | $1,000     | $3,600      | $8,000   | $20,000       |

- Les courses doivent être alignées sur les principes de durabilité et d'écologie énoncés dans la Stratégie de Durabilité de World Athletics 2020-2030. World Athletics a développé une 'Norme d'Événement Durable pour l'Athlétisme pour un Monde Meilleur' ('la Norme d'Événement Durable')
  - La Stratégie de Durabilité de World Athletics est divisée en six piliers : (1) leadership en matière de durabilité ; (2) production et consommation durables ; (3) changement climatique et carbone ; (4) environnement local et qualité de l'air ; (5) égalité mondiale ; et (6) diversité, accessibilité et bien-être.
  - Chacun des 6 piliers ci-dessus est subdivisé en 4 thèmes. Ces thèmes comprennent des objectifs spécifiques en matière de durabilité, chacun avec des exigences de performance et une méthodologie de notation dédiée.
  - Le respect de chaque thème octroie  à une course un certain nombre de points, selon le barème spécifié dans le règlement. Toutes les courses Label sur route doivent obtenir un minimum de points selon le niveau visé (30 points pour le Label Race, 45 pour le Label Élite, 60 pour le Label Or et 90 pour le Label Platine), dans au moins un thème par pilier (et dans au moins 20 thèmes sur 24 pour le Label Platine)

Critères pour le Label Platine :
- Les organisateurs de courses doivent avoir reçu un Label Platine en 2020 ou un Label Platine Élite en 2021 et/ou 2022, quelle que soit la tenue effective de l'édition Label Platine ; OU

- Les organisateurs de courses répondant aux deux critères suivants :
  - Avoir reçu un Label Or en 2020 ou avant ET
  - Figurer parmi les 12 meilleures compétitions de 2022 classées par "score de participation" (15 premières pour les courses provenant de zones n'ayant jamais eu d'événement Label Platine / Platine Élite). Pour les marathons, le "Classement de la compétition Marathon"[6] sera pris en considération par World Athletics. Pour les autres distances, le "Classement de la compétition de course sur route"[7] sera pris en compte. Pour les événements d'un seul genre, le classement spécifique au genre concerné, dans l'événement pertinent.

- Avoir, au début de l'édition de leur course en 2023, au moins 3 athlètes par genre (indépendamment de leur représentation par pays ou territoire) avec un statut Platine, ainsi qu'au moins 4 athlètes par genre avec un statut Or (ou plus) ; OU
- Contribuer au Fonds de Solidarité 2023 pour les coureurs d'élite sur longue distance conformément à la réglementation

Critères pour le Label Or :
- Les organisateurs de courses doivent avoir reçu un Label Or (ou supérieur) en 2020 (indépendamment de la tenue effective de l'événement en 2020) ou avant ; OU

- Les organisateurs de courses répondant aux deux critères suivants :
  - Avoir reçu un Label Argent en 2020 ou avant ET
  - Avoir reçu un Label Élite (ou supérieur) en 2022, en respectant pleinement les critères relatifs aux athlètes d'élite et aux prix minimums

- Avoir, au début de l'édition de leur course en 2023, au moins 5 athlètes par genre (indépendamment de leur représentation par pays ou territoire) avec un statut Or ou supérieur, et disposer de la structure de "Prix Minimum Brut Garanti" telle que définie dans la réglementation ; OU
- Contribuer au Fonds de Solidarité 2023 pour les coureurs d'élite sur longue distance conformément à la réglementation

Critères pour le Label Élite :
- Avoir, au début de l'édition 2023 de leur course, au moins 5 athlètes par genre ayant enregistré en 2021, 2022 ou 2023 au moins une performance légale de World Athletics correspondant à un certain standard dans les distances spécifiées pour la course organisée, et disposer de la structure de "Prix Minimum Brut Garanti" telle que définie dans la réglementation ; OU
- Contribuer au Fonds de Solidarité 2023 pour les coureurs d'élite sur longue distance conformément à la réglementation